# 쥬쿠지쿤

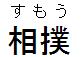

숙자훈(일본어: 熟字訓 주쿠지쿤(じゅくじくん)[*])은 일본어 특유의 한자 사용법으로 두 글자 이상의 한자숙어를 그 음으로 읽지 않고, 그 풀이에 해당하는 일본어 새김(뜻)으로 읽는 방법을 말한다. 숙자훈의 읽는 법은 개별 한자의 음이나 훈의 지식으로는 쉽게 추측할 수 없어서, 둘 이상의 단어가 결합하여 특수한 의미를 형성하는 숙어(熟語)와도 공통점이 있다.
상용한자표의 부표에는 숙자훈의 전부는 아니지만, 그 중 116종 123표기가 실려 있다.

## 특징
일본어로 '내일'은 'あす'라고 하고, 한자로는 '明日(명일)'이라고 적는다. 그러나 '明(밝을 명)'과 '日(날 일)'에 'あす'라는 요소는 없으며,  'あす' 역시  'あ'와 'す'로 나눌 수 없다. 즉 '明=あ', '日=す'와 같이 분절시키지 못한다는 것이다. 한자로 된 단어라면 '明'과 '日'은 수식 내지는 피수식의 관계로 설명될 것이고, 각각의 한자가 조합되어 새로운 의미가 생길 것이다. 그러나 숙자훈으로는 각각의 한자가 갖는 훈을 합쳐서 단어를 읽는 것이 아니라, 여러 자를 모아서 하나의 훈에 대응시켜 읽는다. 참고로 '明日'을 각각의 훈으로 읽으면 'あくるひ'가 된다.
자주 쓰이는 말에 숙자훈이 있는 경우가 많으며, 훈에는  고유 일본어 뿐만이 아니라 외래어도 올 수 있다.
예를 들면 '煙草(연초)'를 'たばこ(타바코)'로 읽는 것이 있다. 다만 숙자훈에 쓰이는 한자 숙어는 한문 문법에 따라 작성되었을 것이 전제가 된다. 그렇기에 자음이나 자훈을 이용하면서도 한자 본래의 의미나 조어 구조를 무시한 채 고유어나 외래어에 한자를 대응시키는 아테지와는 다르다. 또한 한자 표기가 같아도 숙자훈과 음독이 다른 의미를 갖는 경우가 있다.
예를 들면 '今日(금일)'은 숙자훈인 'きょう'로 읽으면 '어느 특정한 날'을 가리키는 '오늘'이 되지만, 음독인 'こんにち'로 읽으면 '불특정한 긴 기간'을 가리키는 '오늘날'이 된다.
일반적으로 두 자나 세 자의 한자로 이루어진 단어로, 특수하게 읽는 단어라면 모두 숙자훈으로 생각해버리는 경우도 있지만, 이것은 오해이다. 예를 들어 '玄人'와 '素人'는 각각 'くろうと'와 'しろうと'로 읽지만, 실제로는 '玄'은 'くろ', '素'는 'しろ', '人'은 'ひと'라는 독법이 있어서 분절이 가능하다. 즉 이러한 경우는 두 단어가 합쳐지면서 일어나는 ウ음편에 지나지 않는다.
숙자훈도 통상적인 훈독과 마찬가지로, 개인적인 사용(의훈, 義訓)으로 생긴 것이 관용적으로 정착하여 오늘날까지 쓰이는 것이다. 예를 들면 에도 시대에 '閑話休題(한화휴제)'를 'それはさておき(그건 그렇다 치고)'로 훈독했던 것이 알려져 있지만 현대에는 정착해 있지 않다.

## 예
지명
일본의 지명이나 인명에는 숙자훈인 것이 적잖이 존재하며, 그것들은 '대화(大和, やまと, 야마토)'나 '비도(飛鳥, あすか, 아스카)'와 같이 숙자의 말뜻과 훈이 꽤 동떨어져 있는 경우도 많다. 이러한 것은 훈이 단어의 뜻을 설명하기보다는 지명의 중국식 표기로 보는 편이 옳다.
이것은 율령제의 정비 당시, 일본의 지명에 중국식의 한자 2자짜리 명칭을 붙일 때 본래의 고유어 지명과 동떨어진 한자 숙어를 사용했기 때문이다. 예를 들면 'ちかつあはうみ'에서 유래한 한자 표기가 붙은 '近江(근강, おうみ)'도 본래의 관계성이 명확하지 않다.
| 숙어          | 숙자훈                | 음독                  | 의미                                                       |
| ------------- | --------------------- | --------------------- | ---------------------------------------------------------- |
| 一昨昨日      | さきおととい          | いっさくさくじつ      | 그끄저께                                                   |
| 一昨日        | - おととい - おとつい | いっさくじつ          | 그저께                                                     |
| 昨日          | きのう                | さくじつ              | 어제                                                       |
| 今日          | きょう                | こんにち              | 'きょう'는 '오늘'을 'こんにち'는 '오늘날'을 의미한다.      |
| 明日          | - あす - あした       | みょうにち            | 내일                                                       |
| 明後日        | あさって              | みょうごにち          | 모레                                                       |
| 明明後日      | しあさって            | みょうみょうごにち    | 글피                                                       |
| 弥の明後日    | やのあさって          |                       | 그글피                                                     |
| 一日          | ついたち              | - いちにち - いちじつ | 초하루                                                     |
| 二日          | ふつか                | ににち                | 초이튿날, 이틀                                             |
| 三日          | みっか                | - さんにち - さんじつ | 초사흘, 사흘                                               |
| 四日          | よっか                | よんにち              | 초나흗날, 나흘                                             |
| 五日          | いつか                | ごにち                | 초닷새, 닷새                                               |
| 六日          | むいか                | - ろくにち - ろくじつ | 초엿새, 엿새                                               |
| 七日          | なのか                | ななにち              | 초이렛날, 이레                                             |
| 八日          | ようか                | - はちにち - はちじつ | 초여드렛날, 여드레                                         |
| 九日          | ここのか              | - きゅうにち - くにち | 초아흐렛날, 아흐레                                         |
| 十            | とおか                | じゅうにち            | 열흘                                                       |
| 二十日        | はつか                | にじゅうにち          | 스무날                                                     |
| 晦日          | - つごもり - みそか   | かいじつ              | 그믐날, 다만 '大晦日(おおみそか)'는 섣달그믐날을 의미한다. |
| 如月          | きさらぎ              | じょげつ              | 2월                                                        |
| 弥生          | やよい                | いやおい              | 3월                                                        |
| - 皐月 - 五月 | さつき                | ごがつ(五月)          | 5월                                                        |
| 師走          | - しわす - しはす     |                       | 섣달                                                       |
| 今年          | ことし                | こんねん              | 올해                                                       |
| 一昨年        | おととし              | いっさくねん          | 재작년                                                     |
| 今朝          | けさ                  | こんちょう            | 오늘 아침                                                  |
| 十六夜        | いざよい              | じゅうろくや          | 음력 16일 밤 또는 그 때 뜨는 달                            |
| 七夕          | たなばた              | しちせき              | 칠석                                                       |
| 一寸          | ちょっと              | いっすん              | 'ちょっと'는 '잠깐'을 'いっすん'은 '한 치'를 의미한다.     |

| 숙어   | 숙자훈          | 음독                  | 의미 |
| ------ | --------------- | --------------------- | --- |
| 下手   | へた            | - したて - しもて     | へた, したて, しもて는 각각 서투름, 저자세, 무대를 향해서 왼쪽을 의미한다.                                       |
| 大人   | おとな          | - だいにん - たいじん | 성인을 의미하는 たいじん으로 읽는 경우에는 도량이 넓은 사람도 의미한다.                                          |
| 従兄弟 | いとこ          | じゅうけいてい        | 사촌 |
| 従姉妹 | いとこ          | じゅうしまい          | 사촌 |
| 伯父   | おじ            | はくふ                | 큰아버지, 큰외삼촌                                                                                               |
| 叔父   | おじ            | しゅくふ              | 작은아버지, 작은외삼촌                                                                                           |
| 伯母   | おば            | はくぼ                | 큰고모, 큰이모                                                                                                   |
| 叔母   | おば            | しゅくぼ              | 작은고모, 작은이모                                                                                               |
| 曽孫   | ひまご          | そうそん              | 증손주 |
| 玄孫   | やしゃご        | げんそん              | 고손주 |
| 女将   | おかみ          | じょしょう            | 여관이나 요리점 등의 여주인                                                                                      |
| 乳母   | - うば - おんば | にゅうぼ              | 유모를 의미할 때는 うば라고 읽지만, 乳母日傘(아이를 끔찍히 소중하게 키움)을 의미할 때는 おんばひがさ라고 읽는다. |

| 숙어   | 숙자훈   | 음독     | 의미                                                                  |
| ------ | -------- | -------- | --------------------------------------------------------------------- |
| 梅雨   | つゆ     | ばいう   | 장마, 장맛비                                                          |
| 時雨   | しぐれ   | じう     | 늦가을부터 초겨울에 걸쳐서 겨울형 기압 배치에 의해 동해측에 내리는 비 |
| 五月雨 | さみだれ | ごがつう | 장마, 장맛비                                                          |
| 雪崩   | なだれ   |          | 눈사태                                                                |
| 吹雪   | ふぶき   |          | 눈보라                                                                |
| 陽炎   | かげろう | ようえん | 아지랑이                                                              |
| 紅葉   | もみじ   | こうよう | 단풍(단풍잎은 똑같이 적고 もみじば로 읽는 아테지를 사용한다.)         |
| 疾風   | はやて   | しっぷう | 질풍                                                                  |
| 息吹   | いぶき   |          | 숨결(息吹く로도 쓰이며 생기 있는 모양을 나타내기도 한다.)             |

| 숙어   | 숙자훈     | 음독     | 의미 |
| ------ | ---------- | -------- | --- |
| 土筆   | つくし     | どひつ   | つくし는 쇠뜨기의 포자줄기인 뱀밥을, どひつ는 밑그림용으로 쓰는 목탄을 말한다.                                       |
| 女郎花 | おみなえし |          | 마타리 |
| 山葵   | わさび     |          | 고추냉이 |
| 百合   | ゆり       |          | 백합 |
| 海月   | くらげ     | かいげつ | 해파리를 의미하지만, かいげつ로 읽히는 경우에는 해면에 비친 달빛을 의미하는 것일 수 있다.                            |
| 水母   | くらげ     | すいぼ   | 해파리를 의미하지만, かいげつ로 읽히는 경우에는 해면에 비친 달빛을 의미하는 것일 수 있다.                            |
| 海老   | えび       | かいろう | 새우 |
| 烏賊   | いか       | うぞく   | 오징어 |
| 小豆   | あずき     |          | 팥(하리마나다에 위치하는 쇼도섬(小豆島)에서는 しょうど로, 가가와현에 속하는 쇼즈군(小豆郡)에서는 しょうず로 읽힌다.) |
| 桜桃   | さくらんぼ | おうとう | 체리 |
| 大蛇   | おろち     | だいじゃ | 큰 뱀, 이무기(일본 신화에 나오는 야마타노오로치가 본래 의미이다.)                                                    |
| 銀杏   | いちょう   | ぎんなん | いちょう는 은행나무를, ぎんなん은 은행 씨를 의미한다.                                                                |
| 無花果 | いちじく   |          | 무화과나무 또는 무화과(꽃을 피우지 않고 열매를 맺는 듯 보이는 것에서 유래했다.)                                      |
| 紫陽花 | あじさい   | しようか | 수국 |

### 내용주
1. ↑  'や'는 '弥'의 훈독이다.
2. ↑  四日
3. ↑  四日
4. 1 2 3  훈독

### 참조주
1. ↑  “常用漢字表” (PDF). 일본 문화청. 2011년 11월 30일에 확인함.

## 같이 보기
- 훈독
- 의훈(일본어판)
- 아테지
- 유식자 읽기
- 만요가나
- 마쿠라코토바